# Spatuloricaria fimbriata
Spatuloricaria fimbriata är en fiskart som först beskrevs av Eigenmann och Vance 1912.  Spatuloricaria fimbriata ingår i släktet Spatuloricaria och familjen Loricariidae. Inga underarter finns listade i Catalogue of Life.